# Ryan Conroy
Ryan Conroy (* 28. April 1987 in Vale of Leven) ist ein schottischer Fußballspieler auf der Position eines Abwehrspielers.

## Karriere

### Verein
Conroy begann seine Karriere bei Celtic Glasgow, wo er 2005 in den Kader der ersten Mannschaft aufgenommen wurde. Erst in der Saison 2007/08 gab er sein Debüt bei den Profis. Im Spiel gegen den FC Falkirk am 11. Dezember 2007 spielte der Abwehrspieler von Anfang an durch. Nach einem weiteren Einsatz konnte sich Conroy bisher nicht durchsetzen und kam in der Saison 2008/09 sowie 2009/10 bisher zu keinem Einsatz. Der Meistertitel 2008 konnte trotzdem gefeiert werden. Ryan Conroy wurde am 14. Januar 2010 bis zum Saisonende zu Partick Thistle in die Scottish Football League First Division verliehen.

### Nationalmannschaft
International spielte er bisher drei Mal für die schottische U-21-Auswahl und erzielte einen Treffer. 2007 nahm Conroy an der U-20 WM in Kanada teil. Er kam in allen drei Gruppenspielen der schottischen Auswahl zum Einsatz, wobei alle drei Spiele verloren gingen und Schottland als Gruppenletzter ausschied.

## Erfolge
- schottischer Meister 2008